# كورت كولمان
كورت كولمان (بالإنجليزية: Curt Coleman)‏ هو لاعب كرة قاعدة أمريكي، ولد في 18 فبراير 1887 في سايلم في الولايات المتحدة، وتوفي في 1 يوليو 1980 في نيوبورت في الولايات المتحدة.